# Coleosoma caliothripsum
Coleosoma caliothripsum là một loài nhện trong họ Theridiidae.
Loài này thuộc chi Coleosoma. Coleosoma caliothripsum được Alberto Barrion & James A. Litsinger miêu tả năm 1995.